# Serrat del Molí Vell
El Serrat del Molí Vell és un serrat del terme municipal de Castellcir, a la comarca del Moianès.
Està situat en el sector de ponent del terme municipal de Castellcir. Està emmarcat al nord pel Sot d'Esplugues, pel sud pel Sot del Cinto i a ponent per la vall de la Riera de Fontscalents. A ponent d'aquest serrat, a l'altre costat de la riera esmentada, hi ha el Molí Vell i la Font del Molí Vell. A l'extrem oriental, enllaça amb el Serrat de la Vall, del qual és un contrafort occidental.

## Etimologia
Aquest serrat pren el nom del Molí Vell, que es troba al peu del seu extrem occidental.